# Galaktoboureko

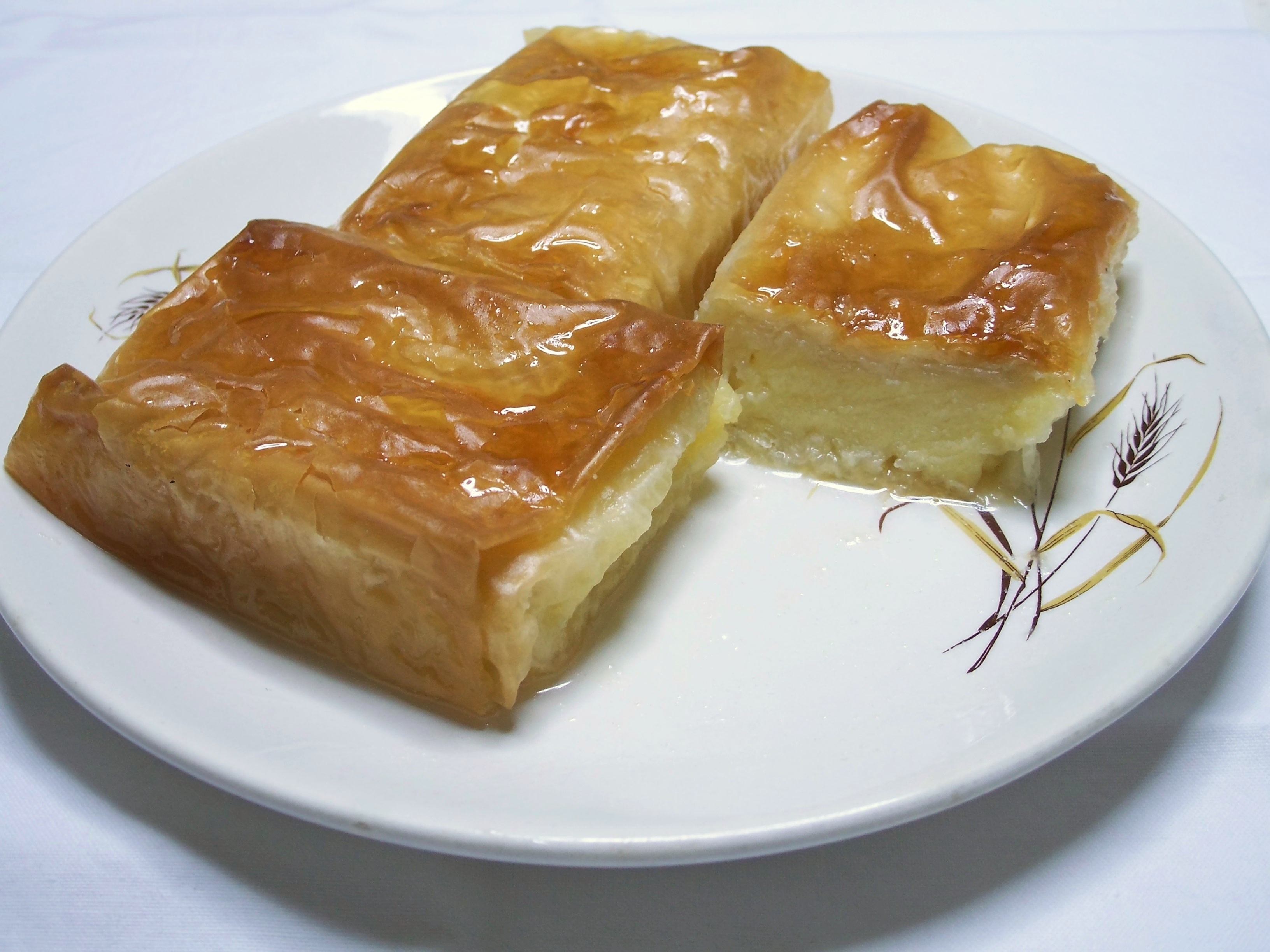
Laz Böreği of in het Grieks galaktoboureko

Galaktoboureko (Grieks: γαλακτομπούρεκο) of Laz Böreği in het Turks is een dessert. De ingrediënten zijn melk, eieren, boter, griesmeel, suiker en filodeeg. Het woord "galaktoboureko" is samengesteld uit het Griekse woord voor melk, gala (γάλα) en het Turkse begrip börek.